# Diecezja Malindi
Diecezja Malindi (łac. Dioecesis Malindiensis) – diecezja rzymskokatolicka w Kenii. Powstała w 2000.

## Biskupi ordynariusze
- Bp Francis Baldacchino, O.F.M. Cap. (2000 - 2009)
- Bp Emanuel Barbara, O.F.M. Cap. (2011 - 2018)
- Bp Wilybard Lagho (od 2021)